# 37

37(삼십칠)은 36보다 크고 38보다 작은 자연수다.

## 수학
- 12번째 소수(素數)다. 앞의 소수는 31, 다음 소수는 41이다.
- 4번째 중심있는 육각수다. 앞의 중심있는 육각수는 19, 다음은 61이다.
- 피타고라스 삼조의 빗변의 길이이다. ({\displaystyle 12^{2}+35^{2}=37^{2}})[a]
- {\displaystyle 37=1^{2}+6^{2}}
  - 연속하는 두 개의 중심있는 오각수의 제곱합으로 나타낼 수 있는 가장 작은 수이며, 이 성질을 지닌 다음 수는 292이다.
- 한 가지 숫자만으로 이루어진 세 자리 자연수[b]는 37로 나누어떨어진다.
- 300 이하의 8의 배수는 37개다.

## 과학
- 루비듐(Rb)의 원자번호.
- 37℃ (섭씨 37도) (= 98.6℉)
  - 섭씨로 나타낸 사람의 정상 체온.
  - 1기압에서 등유의 인화점.
- NGC 37: 봉황새자리 방향에 있는 렌즈형은하.

## 교통
- 고속도로
  - 제2중부고속도로의 노선 번호.
  - 주간고속도로 제37호선: 텍사스주 코퍼스크리스티(영어판)에서 샌안토니오까지 이어지는 미국의 주간고속도로.
  - 유럽 고속도로 37호선(영어판): 독일 브레멘에서 쾰른까지 이어지는 유럽 고속도로.
  - 아우토반 37호선: 독일의 고속도로.

- 국도 제37호선
  - 대한민국 37번 국도: 경상남도 거창군 거창읍 송정리에서 경기도 파주시 문산읍 당동리까지 이어지는 대한민국의 국도.
  - 일본 37번 국도: 홋카이도 야마코시군 오샤만베정에서 무로란시까지 이어지는 일본의 국도.

## 군사
- U-37: 독일의 군용 잠수함. 제1차 세계 대전에 사용된 1914년제 모델(영어판)과 제2차 세계 대전에 사용된 1938년제 모델(영어판)이 있다.

## 문화유산
- 대한민국의 국보 제37호: 경주 황복사지 삼층석탑
- 대한민국의 보물 제37호: 남원 실상사 동·서 삼층석탑
- 대한민국의 사적 제37호: 평창 오대산사고

## 방송
- 지니 TV의 SBS 플러스 채널 번호.
- B tv의 W쇼핑 채널 번호.
- U+ TV의 쇼핑엔티 채널 번호.
- LG헬로비전의 드라마큐브 채널 번호.
- B tv 케이블의 채널뷰 채널 번호.
- KT HCN의 NS샵플러스 채널 번호.

## 기타
- 날짜: 3월 7일
- 연도: 37년, 기원전 37년

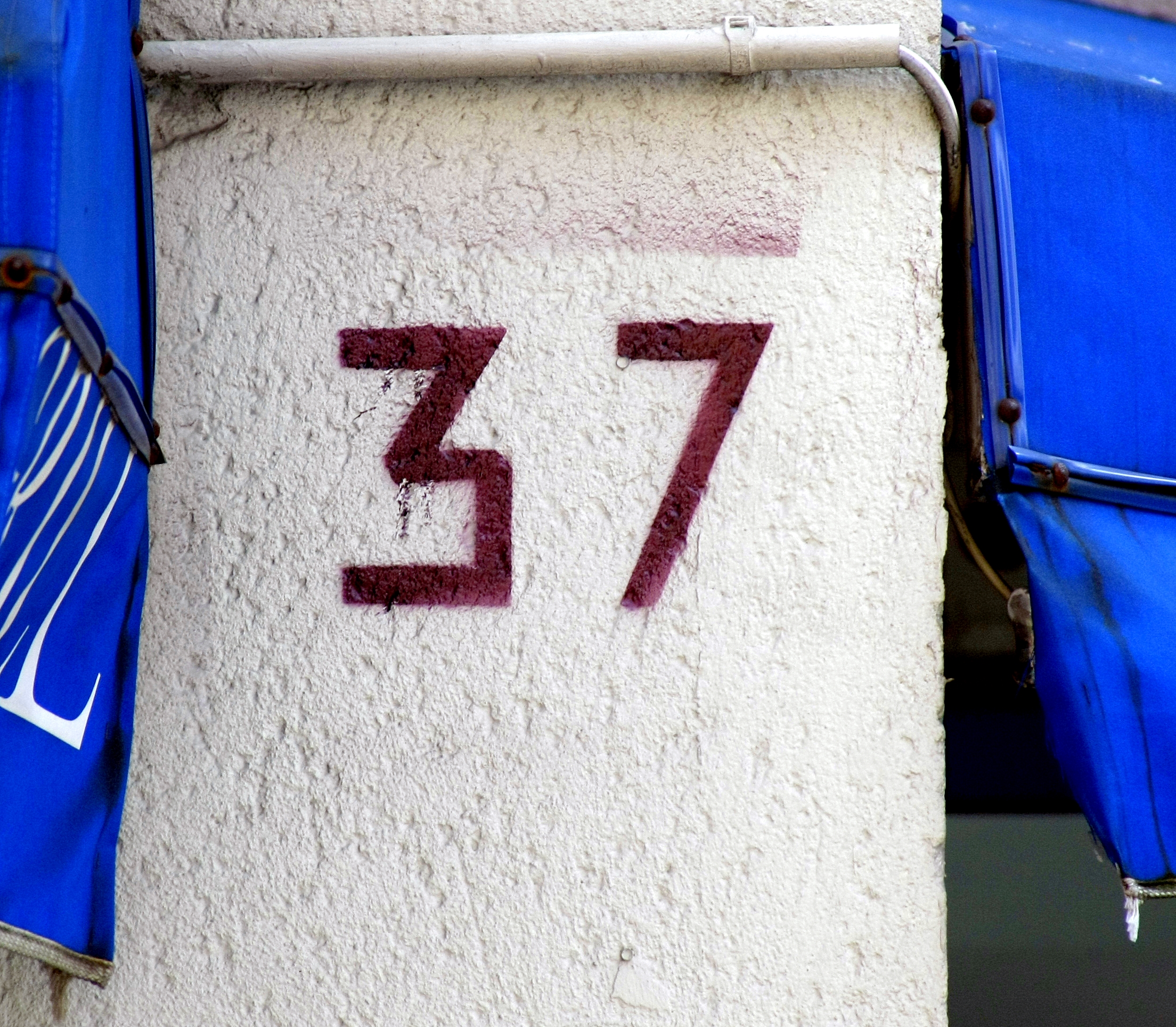

- 대한민국의 수도인 서울의 위도는 북위 37.5도다.
- 장학퀴즈의 학교 대항전(2006. 3. ~ 2008. 2.)에서 한 팀의 인원은 37명이다.